# 細川氏之
細川 氏之（ほそかわ うじゆき）は、戦国時代の武将。阿波国守護。細川阿波守護家9代当主。持隆（もちたか）という名で知られた人物である。

## 生涯
氏之は細川高国と細川本家（京兆家）当主の座を奪い合っていた細川晴元をよく補佐し、享禄4年（1531年）には阿波国の軍勢を率いて和泉国に渡海し、高国の討伐戦（大物崩れ）で功績を挙げた。
しかし、晴元とこれを擁してきた三好元長との不和により晴元が元長を攻めようとすると、氏之は晴元から離反して、阿波に帰国してしまった。その後、12代将軍・足利義晴や光勝院周適の仲裁で晴元と和解する一方で、義晴と将軍の座を争った足利義維を阿波に迎え入れた。
天文8年（1539年）、氏之は赤松晴政の要請を受けて備中国に出陣し、出雲国の尼子晴久と戦ったが、このときは敗れた。
天文21年（1552年）8月19日、氏之は三好実休によって攻められ、見性寺で自害した。享年37、または38。丈六寺に葬られた。法名は「徳空院殿尖岳常麟大居士」。
氏之殺害の原因として、三好長慶に対抗するために足利義栄（義維の子）を擁して上洛を謀ったが実休に漏れたとする説、阿波国内での実休の力の増大に脅威を感じて暗殺を謀ったのが実休に漏れたとする説、長慶に敗れて没落していた細川晴元の再起を氏之が支援しているのが実休に漏れたとする説があるが、晴元と長慶の戦いの最中にも積極的な行動を起こさず、三好氏に好意的な立場にあった氏之が突然、長慶・実休と対立するに至った背景には不明な点が多い。
氏之の死後、庇護されていた足利義維・義栄父子が大内氏との縁を頼り、阿波から周防に下向したとされるが、この周防への下向は事実ではなく、実際は阿波に留まっていたと考えられている。また、実休は氏之を殺害したことで、守護家を上回る権威を持つ平島公方に接近し、その関係を重視した。

## 系譜
氏之は明応6年（1497年）生まれ、細川之持の子で、細川晴元は従弟にあたるとされてきた。
しかし、馬部隆弘は近年の研究で、細川之持の天文年間の病死説を否定して、永正9年（1512年）に没したとし、『細川両家記』享禄5年（1532年）3月3日条に讃州（讃岐守＝氏之）を晴元の御舎弟と記されていること、さらに享禄4年（1531年）6月の成立とする『細川高国晴元争闘記』という史料にも氏之が享禄4年（1531年）当時に15歳か16歳であるという記事を見いだし、氏之が永正13年（1516年）または同14年（1517年）生まれの可能性があり、その場合は氏之は之持の子ではないと指摘した。そして現行の『尊卑分脈』にも之持の子の記述がなく、之持と氏之を父子とするのは後世に編纂された系譜類のみであり、これらのことから氏之は晴元の実弟（細川澄元の子）とするのが正しく、永正8年（1511年）の船岡山合戦後に澄元が暫く高国との戦いを控えた原因の一つとして、兄の之持が子がないまま没して後継者不在のため、阿波から離れられなかったことにあると論じている。
- 父：細川澄元（1489-1520）、または細川之持（1486-1512/1533）
- 母：不詳
- 正室：大内義興の娘
- 側室：小少将 - 岡本牧西の娘
  - 男子：細川真之（1538-1582）

「細川家記」（「続阿波国徴古雑抄」）には、「四女一男あり」と記載されている。

## 諱について
従来、持隆という諱で呼ばれてきたが、天文9年（1540年）11月に京都讃州寺に判物を発した「氏之」という人物が阿波守護家の当主とみられることから、持隆に当たる人物が氏之と名乗っていたことが判明する。
三好実休が名乗った之相・之虎の諱は、氏之からの偏諱とみられ、之相の初見は天文8年（1539年）10月、之虎への改名は天文20年（1551年）9月から同21年（1552年）7月の間であることから、この間は少なくとも「氏之」を名乗っていたとみられる。持隆を名乗ったのであれば、天文8年（1539年）以前、または天文20年（1551年）9月から天文22年（1553年）に死去するまでの間のこととなる。
「持隆」と署名した文書は、天文8年（1539年）10月付の感状の写しとされるものが1通あるが、内容や書式から後世の創作とされる。また、阿波国内の寺社の棟札に「持隆」の名を含むものが2点あるが、1つは弘治に改元する前にもかかわらず弘治元年（1555年）3月という年紀が記されたものであり、もう1つは氏之と名乗っていた時期である天文19年（1550年）5月15日の年紀の記されたもので、どちらも後世の創作であると考えられる。
「持隆」という名前が見える最古の文献は、寛永元年（1624年）に成立した『櫛淵村細川家旧記』である。この文献は、阿波守護家の末裔という那賀郡櫛淵村（徳島県小松島市櫛淵町）の細川家に伝わるもので、同家は那東郡平島荘（阿南市那賀川町）の平島公方家と交流があったとみられる。寛永6年（1629年）に成立の平島公方家の家記『阿州足利平島伝来記』や、平島公方家の家伝に取材し、寛永2年（1625年）に成立した『平島殿先祖幷細川家三好家覚書』は、『櫛淵村細川家旧記』と一致する部分が多く、またこの2書とも「持隆」という名を記載している。こうしたことから、平島公方家周辺で由緒整理が行われる中、実名がわからなかった氏之に対して、取り違えまたは創作により「持隆」という名が当てられたと考えられる。

## 偏諱を受けた人物
- 三好之相（之虎、実休）